# Kokorou
Kokorou (auch: Kakoro, Kokoro) ist eine Landgemeinde im Departement Téra in Niger.

## Geographie
Kokorou liegt am Fluss Niger. Die Nachbargemeinden sind Bankilaré im Nordwesten, Dessa im Nordosten, Méhana und Sinder im Osten, Dargol im Südosten und Téra im Südwesten. Bei den Siedlungen im Gemeindegebiet handelt es sich um 34 Dörfer, 204 Weiler und vier Lager. Der Hauptort der Landgemeinde ist das Dorf Kokorou.
Die Gemeinde wird überwiegend zum Sahel gerechnet, nur ein kleiner Abschnitt im Süden ist Teil der Übergangszone zwischen Sahel und Sudan. Ein 66.829 Hektar großes Gebiet einschließlich des Hauptorts sowie der Seen Mare de Kokorou, Mare de Namga und Mare de Zoribi bildet die nach der Ramsar-Konvention unter Schutz stehenden Feuchtgebiete des Kokorou-Namga-Komplexes. Das etwa 2100 Hektar große Feuchtgebiet von Kokorou und das etwa 600 Hektar große Feuchtgebiet von Namga sind jeweils als Important Bird Area klassifiziert. Ein weiterer größerer See im Gemeindegebiet ist die Mare de Tara beim Dorf Tara.

## Geschichte

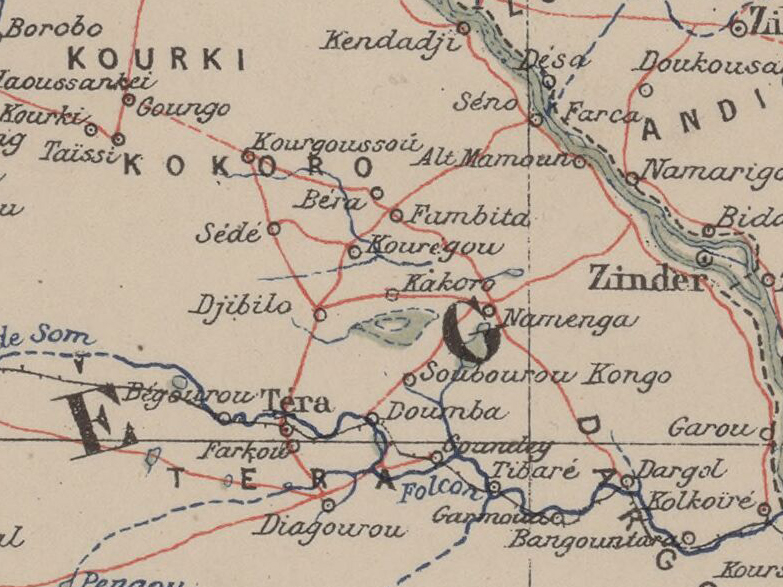
Ausschnitt einer Karte von 1903 mit Kokorou (Kakoro) im Zentrum

Nach dem Untergang des Songhaireichs 1591 gehörte Kokorou zu jenen Orten im heutigen Niger, an denen sich Songhai-Flüchtlinge unter einem Nachkommen der ehemaligen Herrscherdynastie Askiya niederließen. Der Herrscher Fari-Monzon gründete hier den Staat Gourmey. Sein Sohn und Nachfolger hieß Balma, diesem folgte dessen Sohn Oudiendi nach. Während der Fulbe-Kriege im 19. Jahrhundert war Yahimonzon der Herrscher von Kokorou. Er und seine Nachkommen mussten unter anderem Fulbe aus Torodi abwehren und dabei wechselnde Bündnisse mit anderen Songhai und Tuareg eingehen. Das Gebiet von Kokorou gelangte 1899 als Teil des neu geschaffenen Kreises Sinder unter französische Militärverwaltung. Im Jahr 1905 wurde der Ort dem neuen Militärterritorium Niger angeschlossen. Die französische Kolonialverwaltung richtete in Kokorou einen Kanton ein.
Goldsucher begründeten an der Wende vom 20. zum 21. Jahrhundert die Bergwerkssiedlung Komabangou im Gebiet von Kokorou, deren Einwohnerzahl zeitweise auf bis zu 50.000 Personen geschätzt wurde. Aus dem Gebiet des Kantons Kokorou gingen 2002 im Zuge einer landesweiten Verwaltungsreform die Landgemeinden Kokorou und Méhana hervor. Durch Überschwemmungen im Jahr 2009 wurden in der Gemeinde Kokorou 335 Einwohner geschädigt. Bei der Flutkatastrophe in West- und Zentralafrika 2010 wurden 875 Personen als Katastrophenopfer eingestuft. Bei einem der Terrororganisation Islamischer Staat in der Größeren Sahara zugeschriebenen Anschlag wurden am 21. März 2025 im zu Kokorou gehörenden Dorf Fambita 44 Zivilisten getötet und weitere verletzt.

## Bevölkerung
Bei der Volkszählung 2012 hatte die Landgemeinde 96.218 Einwohner, die in 10.666 Haushalten lebten. Bei der Volkszählung 2001 betrug die Einwohnerzahl 71.200 in 10.679 Haushalten.
Im Hauptort lebten bei der Volkszählung 2012 2919 Einwohner in 342 Haushalten, bei der Volkszählung 2001 2233 in 335 Haushalten und bei der Volkszählung 1988 3032 in 391 Haushalten.
In ethnischer Hinsicht ist die Gemeinde ein Siedlungsgebiet von Songhai, Fulbe und Tuareg.

## Politik
Der Gemeinderat (conseil municipal) hat 23 gewählte Mitglieder. Mit den Kommunalwahlen 2020 sind die Sitze im Gemeinderat wie folgt verteilt: 12 AMEN-AMIN, 4 MNSD-Nassara, 3 PNDS-Tarayya, 2 MPN-Kiishin Kassa und 2 PJP-Génération Doubara.
Jeweils ein traditioneller Ortsvorsteher (chef traditionnel) steht an der Spitze von 29 Dörfern in der Gemeinde, darunter dem Hauptort.

## Wirtschaft und Infrastruktur
Entlang des Flusses Niger im Nordosten wird Nassreisanbau praktiziert. Das übrige Gemeindegebiet liegt in einer Zone, in der Regenfeldbau betrieben wird.
Gesundheitszentren des Typs Centre de Santé Intégré (CSI) sind im Hauptort sowie in den Siedlungen Doungouro, Fambita, Gounday, Komabangou und Zaney vorhanden. Der CEG Kokorou ist eine allgemein bildende Schule der Sekundarstufe des Typs Collège d’Enseignement Général (CEG). Beim Centre de Formation aux Métiers de Kokorou (CFM Kokorou) handelt es sich um ein Berufsausbildungszentrum.

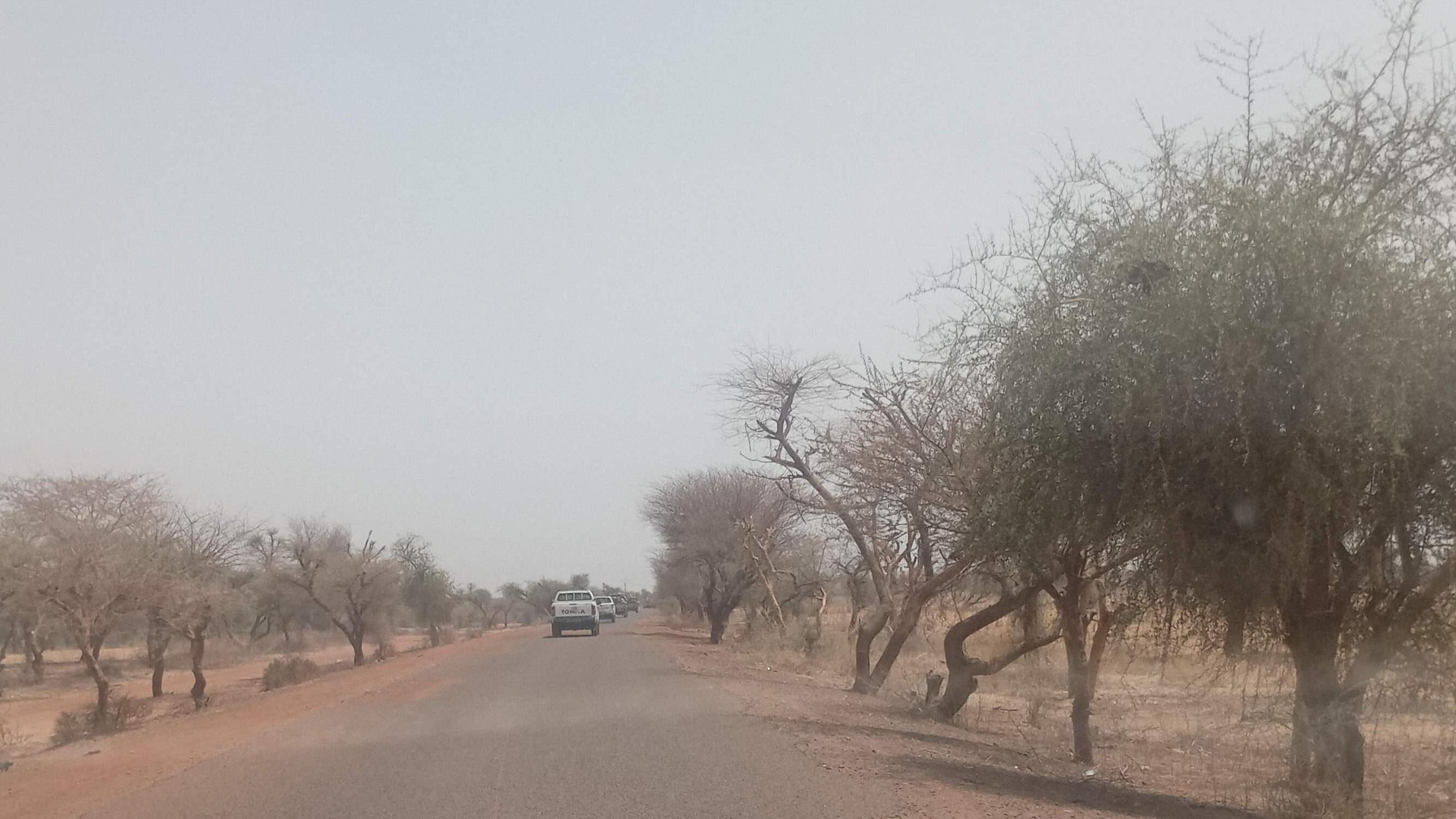
Nationalstraße 4 zwischen Firo Koira und Gounday (2025)

Unter anderem durch den Hauptort führt die 143,9 Kilometer lange Nationalstraße 39 zwischen Gothèye und Fonéko Tédjo. Durch den Süden der Gemeinde, etwa durch die Dörfer Firo Koira und Gounday, verläuft die 214,1 Kilometer lange Nationalstraße 4 zwischen der Hauptstadt Niamey und der Staatsgrenze zu Burkina Faso. Die 152,4 Kilometer lange Nationalstraße 5 zwischen der Stadt Téra und der Staatsgrenze mit Mali führt durch den Westen der Gemeinde, etwa durch die Dörfer Doungouro, Korogoussou und Sédey.